# Festival Internacional de Cinema de Berlim 1959
A 9ª edição anual do Festival Internacional de Cinema de Berlim foi realizado entre os dias 26 de junho a 7 de julho de 1959. O festival recebeu o movimento cinematográfico conhecido como a Nova Onda e exibiu o trabalho de diretores como Jean-Luc Godard, Agnès Varda e François Truffaut. O Urso de Ouro foi concedido ao filme francês Les Cousins, dirigido por Claude Chabrol.

## Júri
As seguintes pessoas foram anunciados como jurados do festival:
- Robert Aldrich (chefe do júri)
- Johan Jacobsen
- Charles Ford
- John Bryan
- Ignazio Tranquilli
- Shigueo Miyata
- Wali Eddine Sameh
- O. E. Hasse
- Gerhard Prager
- Fritz Podehl
- Walther Schmieding

## Filmes em competição
Os seguintes filmes competiram pelo prêmio Urso de Ouro:
| † | Vencedor do prêmio principal de melhor filme em sua seção |
| Título                       | Diretor(es)                   | País             |
| ---------------------------- | ----------------------------- | ---------------- |
| Archimède le clochard        | Gilles Grangier               | França           |
| Ask Any Girl                 | Charles Walters               | Estados Unidos   |
| Astero                       | Dinos Dimopoulos              | Grécia           |
| Der Rest ist Schweigen       | Helmut Käutner                | Alemanha         |
| Diez fusiles esperan         | José Luis Sáenz de Heredia    | Espanha          |
| Dorp aan de rivier           | Fons Rademakers               | Países Baixos    |
| Flor de mayo                 | Roberto Gavaldón              | México           |
| Hadaka no taiyo              | Miyoji Ieki                   | Japão            |
| Hassan wa Nayima             | Henry Barakat                 | Egito            |
| Herren og hans tjenere       | Arne Skouen                   | Noruega          |
| Home Is the Hero             | Fielder Cook                  | Irlanda          |
| Jonggak                      | Ju-nam Yang                   | Coreia do Sul    |
| Kakushi-toride no san-akunin | Akira Kurosawa                | Japão            |
| Körkarlen                    | Arne Mattsson                 | Suécia           |
| La caída                     | Leopoldo Torre Nilsson        | Argentina        |
| Les Cousins                  | Claude Chabrol                | França           |
| Les étoiles de midi          | Jacques Ertaud e Marcel Ichac | França           |
| Lupi nell'abisso             | Silvio Amadio                 | Alemanha         |
| Meus Amores no Rio           | Carlos Hugo Christensen       | Brasil Argentina |
| Panoptikum 59                | Walter Kolm-Veltée            | Áustria          |
| Poeten og Lillemor           | Erik Balling                  | Dinamarca        |
| Sagar Sangamey               | Debaki Bose                   | Índia            |
| Sven Tuuva                   | Edvin Laine                   | Finlândia        |
| Telesme schekasté            | Syamak Yasami                 | Irã              |
| That Kind of Woman           | Sidney Lumet                  | Estados Unidos   |
| The Siege of Pinchgut        | Harry Watt                    | Reino Unido      |
| Tiger Bay                    | J. Lee Thompson               | Reino Unido      |
| Un uomo facile               | Paolo Heusch                  | Itália           |
| Und das am Montagmorgen      | Luigi Comencini               | Alemanha         |

## Prêmios
Os seguintes prêmios foram concedidos pelo júri:
- Urso de Ouro: Les Cousins por Claude Chabrol
- Urso de Prata de Melhor Diretor: Akira Kurosawa por Kakushi-toride no san-akunin
- Urso de Prata de Melhor Atriz: Shirley MacLaine por Ask Any Girl
- Urso de Prata de Melhor Ator: Jean Gabin por Archimède le clochard
- Prêmio Extraordinário do Urso de Prata do Júri: Hayley Mills por Tiger Bay
- Prêmio FIPRESCI
  - Kakushi-toride no san-akunin por Akira Kurosawa
- Prêmio OCIC
  - Paradies und Feuerofen por Victor Herbert
- Prêmio de Filme Juvenil
  - Melhor Curta-metragem: Anneaux d'or por René Vautier
  - Melhor Documentário: Paradise and Fire Oven por Herbert Viktor
  - Melhor Longa Metragem: Hadaka no taiyo por Miyoji Ieki